# Petra Wüllenweber
Petra Wüllenweber (* 1971 in Saarbrücken) ist eine deutsche Dramatikerin und Regisseurin im Erwachsenen- und Kinder- und Jugendtheater.

## Leben
Wüllenweber studierte nach dem Abitur zunächst zwei Semester Germanistik an der Universität des Saarlandes und dann von 1992 bis 1996 Regie an der adk-ulm. Zwischen 1997 und 2000 war sie am Theater Krefeld und Mönchengladbach als Regisseurin engagiert. Seit 2000 ist sie freie Regisseurin und Autorin. Wüllenberger lebt in Köln.

## Werk
Als Autorin debütierte Wüllenberger 2009 mit dem Stück Am Horizont, das sie für das Kinder- und Jugendtheater Überzwerg in ihrer Heimatstadt Saarbrücken schrieb. Es thematisiert die Alzheimer-Erkrankung eines Großvaters und den Umgang seines Enkels damit. Am Horizont wurde seither auch an weiteren Bühnen aufgeführt. Ebenfalls für das Theater Überzwerg verfasste sie das Stück Zur Zeit nicht erreichbar, das am 16. September 2011 uraufgeführt wurde. Darin geht es um die Konsequenzen des Todes eines Familienmitglieds.
2013 zeigte das Theater Poetenpack in Potsdam erstmals Wüllenwebers Stück Netboy, das Schüler über die Gefahren von Cybermobbing aufklärt und von der Bundeszentrale für politische Bildung gefördert wurde. Es erschien 2023 in der Reihe Theater der Gegenwart des Reclam-Verlags.
Im Auftrag des Hans Otto Theaters in Potsdam schrieb Wüllenweber das Stück Und morgen?, ein „Porträt dreier sehr unterschiedlicher Jugendlicher auf der Suche nach ihrem Platz in der Welt“. Es wurde am 14. April 2015 zum ersten Mal gezeigt. Nur zwei Wochen später, am 30. April 2015, wurde Restglühen, eine Auftragsarbeit Wüllenbergers zum Thema Burnout, am Theater für Niedersachsen in Hildesheim uraufgeführt. 2016 zeigte das ETA Hoffmann Theater in Bamberg ihr Stück Auf Eis, das von drei Jugendlichen handelt, deren Leben durch die Droge Crystal Meth aus den Fugen gerät.
Einer ihrer größten Erfolge wurde das Geschichtsdrama Die Weiße Rose über die gegen die nationalsozialistische Diktatur wirkende Widerstandsgruppe Weiße Rose. Es wurde 2018 unter ihrer Leitung vom Theater der Jugend in Wien uraufgeführt. Die Theaterzeitschrift Die Bühne kürte es zur Inszenierung des Monats. Lara Sienczak wurde für ihre Darstellung der Sophie Scholl mit dem Nestroypreis 2018 als bester weiblicher Nachwuchs ausgezeichnet. Felix Strobel, der Hans Scholl und Fritz Hartnagel spielte, war als bester männlicher Nachwuchs nominiert.
Neben diesen eigenen Werken schrieb Wüllenweber auch Dramatisierungen, zunächst von Kinder- und Jugendbüchern (35 Kilo Hoffnung, Pinocchio, Zweier ohne, Der Tag, als ich lernte die Spinnen zu zähmen), zuletzt auch der Klassiker Effi Briest (2016) und Jugend ohne Gott (2020).

## Werke

### Eigene Werke
- Am Horizont, UA 2009, Theater Überzwerg, Saarbrücken
- Zur Zeit nicht erreichbar, UA 2011, Theater Überzwerg, Saarbrücken
- Netboy, UA 2013, Theater Poetenpack, Potsdam
- Und morgen?, UA 2015, Hans Otto Theater, Potsdam
- Restglühen, UA 2015, Theater für Niedersachsen, Hildesheim (auch Regie)
- Auf Eis, UA 2016, ETA Hoffmann Theater, Bamberg (auch Regie)
- Die Weiße Rose, UA 2018, Theater der Jugend, Wien (auch Regie)

### Bühnenfassungen
- Anna Gavalda: 35 Kilo Hoffnung, UA 2011, Theater Überzwerg, Saarbrücken
- Carlo Collodi: Pinocchio, UA 2011, Landestheater Linz
- Dirk Kurbjuweit: Zweier ohne, UA 2013, Theater Heilbronn
- Jutta Richter: Der Tag, als ich lernte die Spinnen zu zähmen, UA 2015, Theater Überzwerg, Saarbrücken
- Theodor Fontane: Effi Briest, UA 2016, Theater für Niedersachsen, Hildesheim (auch Regie)
- Ödön von Horváth: Jugend ohne Gott, UA 2020, Theater der Jugend, Wien

### Textausgaben
- Netboy. Nachwort, Anmerkungen und Unterrichtsanregungen von Sven Jacobsen. Reclam, Ditzingen 2023.